# Wolfgang Zierhut

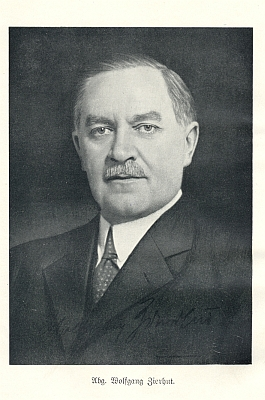
Wolfgang Zierhut

Wolfgang Zierhut (* 31. Dezember 1886 in Chudiwa, Österreich-Ungarn; † 13. März 1946 in Klatovy) war ein deutschnationaler Politiker (Deutsche Agrarpartei, Bund der Landwirte) in der Tschechoslowakei. Er gehörte von 1920 bis 1938 dem Abgeordnetenhaus an und war von 1926 bis 1935 dessen stellvertretender Vorsitzender. Ab 1938 war Zierhut Mitglied der NSDAP.

## Leben
Wolfgang Zierhut war der älteste Sohn des Landwirtes und Besitzers der oberen Mühle in Chudiwa, Mathias Zierhut, und dessen Frau Franziska geborene Stauber. Er besuchte deutsche und tschechische Schulen im Böhmerwaldvorland. Im Jahre 1911 heiratete Zierhut in Neuern Margarethe Stuiber, mit der er zwei Söhne und eine Tochter hatte. Während des Ersten Weltkrieges diente Zierhut in der k.u.k. Armee. Nach der Gründung der Tschechoslowakei engagierte sich Zierhut als Interessenvertreter der deutschen Landwirte in Südwestböhmen. Er war Gründungsmitglied der Bezirksgruppe Neuern des Deutschen Rindviehzüchterverbandes, Geschäftsführer des Vereins der deutschen Land- und Forstwirte im Bezirk Neuern sowie Vertrauensmann der Deutschen Agrarpartei im Böhmerwald.
Im Jahre 1920 wurde er für die Deutsche Agrarpartei in das Abgeordnetenhaus gewählt. Später vertrat er dort den Bund der Landwirte und war ab 1926 einer der stellvertretenden Vorsitzenden des Abgeordnetenhauses. In den 1930er Jahren gehörte Zierhut zu den einflussreichsten Interessenvertretern der deutschen Landwirte in der Tschechoslowakei. Er lebte in Neuern und ab 1935 in Eisenstraß. Nach dem Anschluss an das Deutsche Reich trat Zierhut 1938 in die NSDAP ein. Nach dem Ende des Zweiten Weltkrieges wurde Zierhut verhaftet. Er verstarb 1946 im Gefängniskrankenhaus von Klatovy.